# Villa fumicosta
Villa fumicosta är en tvåvingeart som beskrevs av Joseph Hannum Painter 1962. Villa fumicosta ingår i släktet Villa och familjen svävflugor. Inga underarter finns listade i Catalogue of Life.